# Bernd Woitanowski
Bernd Woitanowski ist ein deutscher Poolbillardspieler. Er ist vierfacher Deutscher Senioren-Meister und zweifacher Europameister.

## Karriere
Nachdem Woitanowski 1994 14/1 endlos-Europameister wurde, gelang es ihm bei der Deutschen Meisterschaft, Deutscher Meister im 14/1 endlos und Vierter im 8-Ball zu werden.
1995 wurde er Europameister im 9-Ball und konnte bei der Deutschen Meisterschaft seinen Titel im 14/1 endlos erfolgreich verteidigen sowie die Silbermedaille im 9-Ball gewinnen.
1996 gewann er Bronze im 14/1 endlos und Gold im 9-Ball, 1997 wurde er erneut Deutscher Meister im 14/1 endlos. 1999 gewann er im 14/1 endlos und im 8-Ball die Bronzemedaille.
2000 folgte mit Silber im 8-Ball seine bisher letzte Medaille bei Deutschen Meisterschaften.